# Sweet Love (Chris Brown)
Sweet Love è un brano musicale del cantante statunitense Chris Brown estratto come singolo dal suo quinto album. Scritto da Brown, Cory Marks, Greg Curtis, Jamal "Polow da Don" Jones, Jason "JP" Perry, Tommy Doyle Jr. e prodotto da Polow da Don e Jason Perry, ha raggiunto il 25º posto nella Hot R&B/Hip-Hop Songs e l'89° nella Billboard Hot 100. Il video musicale è stato diretto da Chris Brown e Godfrey Taberez e girato negli Universal Studios di Los Angeles. Il brano è stato pubblicato il 10 aprile 2012 come secondo singolo dell'album Fortune.

## Classifiche
| Classifica (2012) | Posizione massima |
| ----------------- | ----------------- |
| Stati Uniti       | 89                |